# John Spencer-Churchill, 11. vévoda z Marlborough
John Spencer-Churchill, 11. vévoda z Marlborough (celým jménem anglicky John George Vanderbilt Spencer-Churchill, 11. Duke of Marlborough, DL, JP (13. dubna 1926, Blenheimský palác u Woodstocku – 16. října 2014 tamtéž) byl britský šlechtic z rodu Spencerů, vévoda z Marlborough a politik (poslanec Sněmovny lordů).

## Život
John Spencer-Churchill se narodil v roce 1926 jako nejstarší syn Johna Spencer-Churchilla, pozdějšího 10. vévody z Marlborough, a jeho manželky Alexandry Mary Hildy Cadoganové. Jeho děd byl Charles Spencer-Churchill, 9. vévoda z Marlborough, jeho prastrýc britský předeseda vlády Sir Winston Churchill. V roce 1972 se John Spencer-Churchill po smrti svého otce ujal svého úřadu vévody z Marlborough.
Dle odhadované výše majetku 185 milionů liber se Spencer-Churchill v roce 2004 umístil na 224 místě žebříčku Sunday Times Rich List, seznamu nejbohatších osob Spojeného království.

## Rodina
John Spencer-Churchill se 19. října 1951 oženil se Susan Mary Hornbyovou, s níž se roku 1961 rozvedl. Měli spolu tři děti:
- John David Ivor Spencer-Churchill, Earl of Sunderland (1952–1955)
- Charles Spencer-Churchill, 12. vévoda z Marlborough (* 1955)
- Lady Henrietta Mary Spencer-Churchillová (* 1958)

Podruhé se Spencer-Churchill oženil v roce 1961 s Athinou Onassisovou, bývalou manželkou řeckého rejdaře Aristotela Onassise a dcerou rejdaře, Onassisova konkurenta, Stavrose G. Livanose. Manželství bylo bezdětné a trvalo do roku 1971. Athina se později vdala potřetí, tentokrát za rejdaře Stavrose Niarchose, s nímž měla dceru Christinu Onassisovou.
Potřetí se Spencer-Churchill oženil 20. května 1972 s hraběnkou Rositou Douglasovou, sestrou švédského podnikatele hraběte Gustafa Douglase. Narodily se jim tři děti:
- Lord Richard Spencer-Churchill (* a † 1973)
- Lord Edward Albert Charles Spencer-Churchill (* 1974)
- Lady Alexandra Elizabeth Spencer-Churchillová (* 1977)

Poté, co se opět rozvedl, oženil se v roce 2008 s Lily Mahtaniovou rozenou Sahniovou (narozené v roce 1957 do indické rodiny v Teheránu).